# Kucea, Nova Ușîțea
Kucea (în ucraineană Куча) este o comună în raionul Nova Ușîțea, regiunea Hmelnîțkîi, Ucraina, formată numai din satul de reședință.

## Demografie
Componența lingvistică a comunei Kucea
     Ucraineană (99,03%)
     Alte limbi (0,97%)
Conform recensământului din 2001, majoritatea populației comunei Kucea era vorbitoare de ucraineană (99,03%), existând în minoritate și vorbitori de alte limbi.